# Carretera de Nebraska 66
La Carretera de Nebraska 66, y abreviada NE 66 (en inglés: Nebraska Highway 59) es una carretera estatal estadounidense ubicada en el estado de Nebraska. La carretera inicia en el Oeste desde la Segmento 1 NE 14  sur de Central City - Segmento 2 NE 15  oeste de Dwight - Segmento 3 US 77 sur de Wahoo - Segmento 4 Walnut Street en Louisville hacia el Este en la Segmento 1 US 81  sur de Stromsburg - Segmento 2 NE 79  en Valparaíso - Segmento 3 Main Street en Louisville - Segmento 4 US 34  , US 75  oeste de Plattsmouth. La carretera tiene una longitud de 134,7 km (83.72 mi).

## Mantenimiento
Al igual que las autopistas interestatales, y las rutas federales y el resto de carreteras estatales, la Carretera de Nebraska 59 es administrada y mantenida por el Departamento de Carreteras de Nebraska por sus siglas en inglés NDOR.

## Cruces
La Carretera de Nebraska 66 es atravesada principalmente por la Segmento 3  US 6  en Ashland
 I 80  sureste de Ashland
 NE 50  suroeste de Louisville.